# Kostel svatého Severína Pařížského
Kostel svatého Severína Pařížského (francouzsky Église Saint-Séverin) je kostel v pařížské Latinské čtvrti v ulici Rue Saint-Séverin, zasvěcený poustevníku sv. Severínu Pařížskému. Je postaven na místě poustevnické modlitebny ze 6. století, dnešní vzhled pochází ze 13. až 15. století a je ve stylu flamboyantní gotiky. Nejvýraznější částí budovy je dvojitý klenutý chórový ochoz. Nejvyšší řada oken má vitráže z 15. století, ostatní okolo apsidy z 20. století.

## Historie
Historie kostela sahá až do 6. století, kdy zde podle legendy měl svou poustevnu svatý Severín. Na místě dnešního gotického kostela existovaly od té doby různé kostely. Nejprve zde v karolínské době vznikla bazilika, kterou zničili při svých nájezdech Normané. V 11. století byl kostel obnoven a roku 1220 byl stržen, aby mohl být postaven nový kostel. Tento kostel částečně vyhořel v roce 1448, takže kostel musel být přestavěn. Ze 13. století se dochovala zvonice, tři západní klenební pole a části fasády. V roce 1487 byla dokončena věž, v letech 1489–1495 vznikla apsida, v letech 1498–1520 byly postaveny boční kaple v lodi. Architekt Jules Hardouin-Mansart v roce 1763 odstranil tři klenební pole, aby na pravé straně kostela vytvořil oválnou kapli sv. Přijímání.
Od roku 1977 kostel slouží spojené farnosti Saint-Séverin-Saint-Nicolas. Kostel Saint-Nicolas-du-Chardonnet násilně obsadilo Kněžské bratrstvo svatého Pia X., které se hlásí ke katolickému tradicionalismu a má blízko k francouzské extrémní pravici. Původní farnost byla proto připojena ke kostelu sv. Severína.

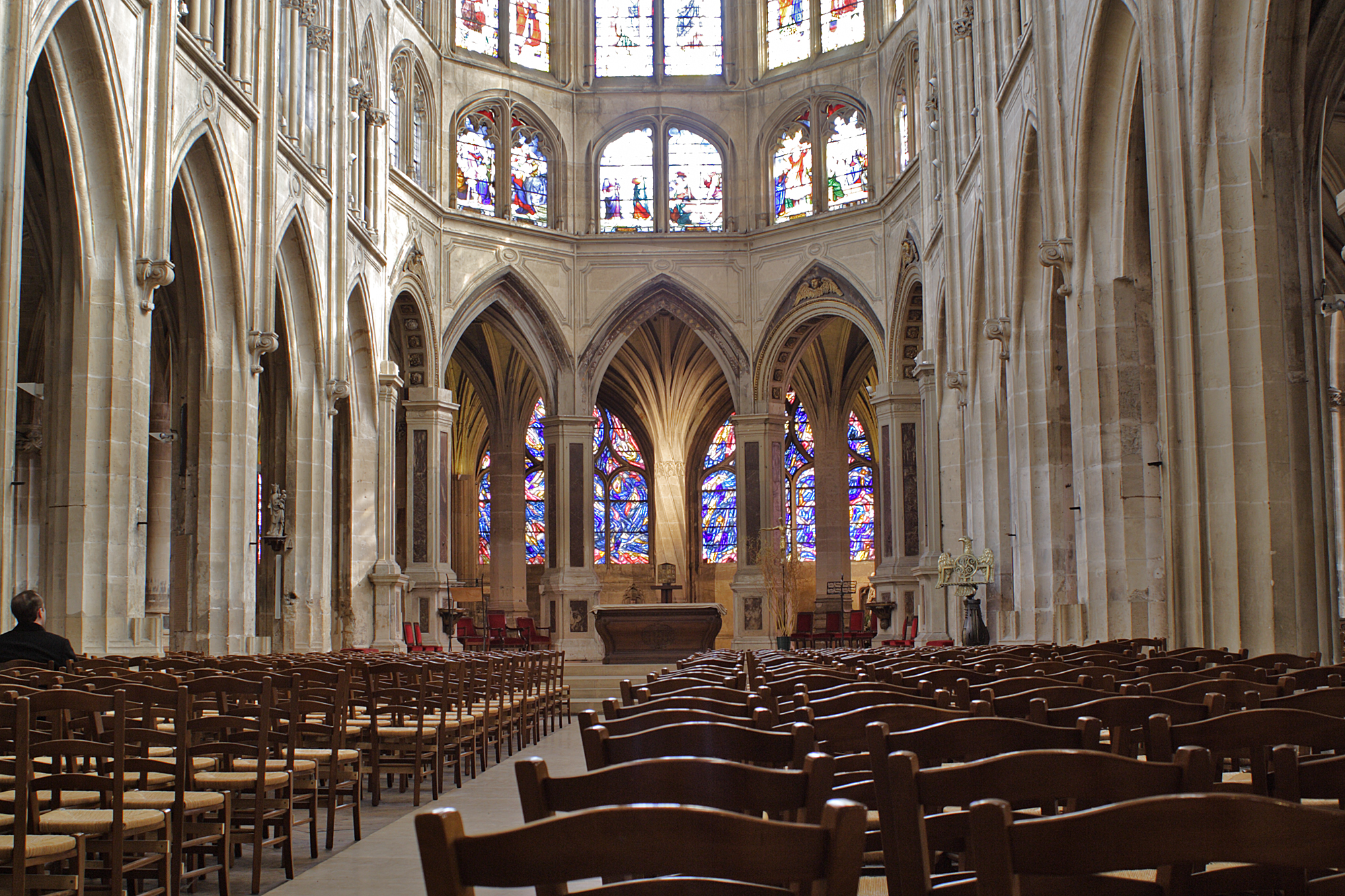
Pohled k chórovému ochozu

## Architektura
Kostel vystavěný v pozdní, tzv. plaménkové gotice, je bez transeptu. Portál na západním průčelí pochází ze zbořeného kostela Saint-Pierre-aux-Bœufs a byl přenesen v roce 1839.
Hlavní loď je rozdělena do osmi klenebních polí a zakončena půlkruhovým presbytářem. Je po stranách doplněná dvojitými bočními loděmi. Rozměry interiéru nejsou pro gotickou architekturu typické. Při délce 50 metrů a šířce 34 metrů dosahuje klenba pouhých 17 metrů. Triforium z 18. století vzniklo kvůli lepšímu osvětlení interiéru, proto je oproti zvyklostem proraženo řadou oken. Vitráže v oknech jsou zčásti gotické z 15. století, z 19. století a výzdoba oken chórového ochozu inspirovaná sedmi svátostmi pochází z roku 1966, jejím autorem je Jean Bazaine.
K nejcennějším architektonickým částem kostela patří chórový ochoz, který je kvůli pětilodní stavbě dvojitý. Jeho klenba je podpírána deseti gotickými dvojitými sloupy, z nichž prostřední je ve tvaru spleteného stromu.
Mramorovou sochařskou výzdobu provedl v roce 1681 Jean-Baptiste Tuby (1635–1700) podle návrhů malíře Charlese Le Bruna (1619–1690). Tyto práce financovala vévodkyně Anne Marie Louise Orleánská, sestřenice Ludvíka XIV. Varhany vytvořil Alfred Kern ze Štrasburku.
K jižní straně kostela přiléhá malá zahrada s kostnicí.